# Libertinus
Libertinus var en slav som erhållit friheten. I det forna Rom kallades de libertinus, såsom tillhörande de frigivnas stånd, libertus åter i förhållande till sin förre husbonde, till exempel libertus Ciceronis.
Frigivningen kunde ske på flera sätt, nämligen genom vindicta (en symbolisk handling), census och testamentum, senare även under mindre stränga former. Den frigivne blev i allmänhet medborgare; stundom åtnjöt han endast latinsk rätt, någon gång likställdes han med underkuvade främlingar. Som medborgare antog han i senare tider sin husbondes släktnamn och förnamn, vanligen i förening med sitt slavnamn som tillnamn, till exempel Marcus Tullius Tiro (M. Tullius Ciceros bekante frigivne). 
Rösträtt fick de frigivna utöva i de fyra stadstribus; 312 f.Kr. lät dock Appius Claudius dem rösta i vilken tribus som helst, men denna bestämmelse upphävdes redan 304. Libertinerna kunde inte bli ämbetsmän, senatorer eller riddare, och inte ens för deras söner (i äldre tider även sonsöner) stod senaten öppen. De var utestängda också från krigstjänsten; endast i tider av nöd och fara utskrevs de. Vanligen uppges, att de efter bundsförvantkriget (91-88 f.Kr.) fick göra tjänst i legionerna, men under Augustus tycks de endast undantagsvis ha skrivits ut.
De frigivnas privaträttsliga ställning skilde sig från de fribornas (ingenui). Inte ens deras barn (i äldre tider barnbarn) fick bära den gyllene kapseln, som var tecknet till friborenhet. Äktenskap mellan en friboren och en frigiven eller en sådans barn var i början förbjudet, men senare ändrades förhållandet; dock fick varken senatorer eller deras söner äkta frigivna. I förhållande till sin förre husbonde hade den frigivne vissa skyldigheter, närmast jämförliga med en klients till hans patronus. Husbonden hade bland andra rättigheter den att taga arv efter en frigiven, som avled utan bröstarvingar och utan testamente; en frigiven slavinna (liberta) fick inte göra testamente utan husbonden-förmyndarens tillåtelse. 
I praxis visste emellertid de frigivna att vinna stort inflytande hos sina före detta husbönder. Exempel härpå förekom ofta. Så hade Sullas frigivne Chrysogonus mycket att säga hos sin patronus. Ännu vanligare och mer iögonfallande var ett sådant förhållande under kejsartiden. De så kallade liberti cæsaris ombesörjde inom det kejserliga huset förrättningar, vilka från början inte ansågs tillhöra friborna, och i sammanhang med det fick de även förvalta kejsarens enskilda kassa samt sköta kabinetts- och kansligöromål. På detta sätt tillvällade sig djärva och förslagna frigivna under svaga kejsare ett övermäktigt inflytande på alla ärenden. Även om de var utestängda från statsämbetena, ledde de i själva verket ofta det hela, förföljde sina ovänner, gynnade smickrare och skaffade sig framför allt själva ofantliga rikedomar. Mest bekanta bland sådana är Pallas, Narcissus och Polybius (under kejsar Claudius) samt kejsar Domitianus’ kabinettssekreterare Claudius Etruscus och Abascantus.